# Мощенко Степан Арсенійович
Степан Арсенійович Мощенко — радянський партійний діяч, секретар Ізмаїльського обласного комітету КП(б)У.

## Біографія
Член ВКП(б). Перебував на відповідальній партійній роботі.
У березні — листопаді 1945 року — завідувач сектору Управліня кадрів ЦК КП(б)У в Києві.
У листопаді 1945 (затверджений в березні 1946) — вересні 1952 року — секретар Ізмаїльського обласного комітету КП(б)У із кадрів.
У травні (затв.) 1953 — після 1954 року — завідувач відділу адміністративних і торгово-фінансових органів Закарпатського обласного комітету КПУ.
Подальша доля невідома.

## Нагороди
- орден «Знак Пошани» (23.01.1948)
- медалі